# Leola (Arkansas)
Leola é uma cidade  localizada no estado americano de Arkansas, no Condado de Grant.

## Demografia
Segundo o censo americano de 2000, a sua população era de 515 habitantes.
Em 2006, foi estimada uma população de 539, um aumento de 24 (4.7%).

## Geografia
De acordo com o United States Census Bureau, a localidade tem uma área de 2,3 km², sem área coberta por água. Leola localiza-se a aproximadamente 74 m acima do nível do mar.

## Localidades na vizinhança
O diagrama seguinte representa as localidades num raio de 32 km ao redor de Leola.